# Cecilia Vanderbeek
Cecilia Vanderbeek (Mortsel, 6 juli 1932 - Wilrijk, 15 maart 1999) was een Belgische kunstenares en barones. Ze stond bekend voor haar portretten, onder andere van Koningin Paola, aquarellen, modeltekeningen, landschappen, en stillevens.

## Leven en werk
Vanderbeek kreeg thuisonderwijs van professoren verbonden aan de Koninklijke Academie voor Schone Kunsten te Antwerpen.
Cecilia Vanderbeek zat door een erfelijke spierziekte in een rolstoel. Omdat ze ondanks voorspellingen dat ze slechts tot haar twintigste zou blijven leven, toch doorzette en optimistisch bleef, werd ze in 1997 tot de adel verheven. Na haar ontmoeting met toenmalige koningin Paola en Koning Albert II, mocht ze ook hun portretten schilderen. Het portret van Paola werd opgehangen in het kinderziekenhuis ZAS Paola.
Na haar overlijden werd Cecilia begraven in het Erepark van begraafplaats Schoonselhof te Antwerpen.
Postuum kwam Cecilia in het nieuws omdat de verpleger die haarzelf en haar zus Elisabeth, die aan dezelfde spierziekte leed, verzorgde, werd veroordeeld wegens misbruik en afpersing van Elisabeth.

## Meer info en werken
- Cecilia Vanderbeek op de Vlaamse Kunstcollectie
- Cecilia Vanderbeek op artinflanders.be